# Schuld en Boete (Zone Stad)
Schuld en Boete is de 40ste aflevering van VTM's politieserie Zone Stad. De aflevering werd in Vlaanderen voor het eerst uitgezonden op 1 september 2008.

## Gastrollen
- Lulu Aertgeerts - Patricia Knaepen
- Michel Bauwens -  Michel Debruyn
- Dominique Collet -  Nathalie
- Katrien Delbaere -  Marida Peeters
- Maaike De Pauw -  Lisa
- Hilde Gijsbrechts -  Kathleen Mees
- Joris Hessels -  Stekke
- Suzanne Juchtmans -  Mia Liefkens
- Rudy Morren -  John
- Dirk Roofthooft -  Mishandelde echtgenoot
- Yann Van den Branden -  Pol Vanhoof

## Trivia
- Dit is de eerste aflevering met Peter Van Asbroeck, Tine Van den Brande en Werner De Smedt in de hoofdcast.
- Dit is de laatste aflevering met Anne Mie Gils in de hoofdcast.
- Warre Borgmans's personage Frederik Speltinckx hoort vanaf deze aflevering bij de hoofdcast.